# Maciej Lis
Maciej Lis (ur. 16 listopada 1950 we Wrocławiu, zm. 19 kwietnia 2015) – polski prawnik, doktor nauk prawnych; specjalność prawo europejskie i prawo międzynarodowe, nauczyciel akademicki Uniwersytetu Wrocławskiego oraz działacz luterański, społeczny i charytatywny. Członek władz naczelnych Kościoła Ewangelicko-Augsburskiego w RP. Współtwórca Diakonii Polskiej i członek Rady Diakonii Polskiej.

## Życiorys
Był absolwentem Liceum Muzycznego. Już w młodości udzielał się wokalnie, śpiewając w języku esperanto (występował wówczas zarówno w kraju jak i za granicą). W 1969 roku jako członek zespołu Muzilo brał udział w nagraniu EP-ki pt. „Bonveno”. Przez 20 lat był członkiem chóru Cantores Minores Wratislavienses pod dyrekcją Edmunda Kajdasza, a także współzałożycielem chóru Capella Ecumenica. Był adiunktem w Katedrze Prawa Międzynarodowego i Europejskiego Wydziału Prawa, Administracji i Ekonomii Uniwersytetu Wrocławskiego. Miał w dorobku ok. 100 publikacji naukowych opublikowanych zarówno w kraju i za granicą. W maju 2004 został powołany na organizatora pierwszego Zespołu Terenowego Biura Rzecznika Praw Obywatelskich (BRPO) we Wrocławiu, którym kierował od lipca tego samego roku, natomiast we wrześniu został powołany przez urzędującego Rzecznika Praw Obywatelskich prof. Andrzeja Zolla na stanowisko Pełnomocnika Terenowego Rzecznika Praw Obywatelskich we Wrocławiu dla województw dolnośląskiego, opolskiego i lubuskiego.
Piastował również wiele kluczowych funkcji w strukturach Kościoła Ewangelicko-Augsburskiego w Rzeczypospolitej Polskiej; był między innymi delegatem do Synodu Kościoła, przewodniczącym Komisji Prawnej Synodu, kuratorem Diecezji Wrocławskiej i kuratorem Parafii Ewangelicko-Augsburskiej Opatrzności Bożej we Wrocławiu. W latach 1999–2001 piastował funkcję wiceprezesa Konsystorza Kościoła Ewangelicko-Augsburskiego w RP. W latach 2000–2004 pełnił funkcję współprzewodniczącego Komisji Regulacyjnej w Warszawie ds. rozpatrywania wniosków Kościoła Luterańskiego w Polsce o zwrot nieruchomości kościelnych.

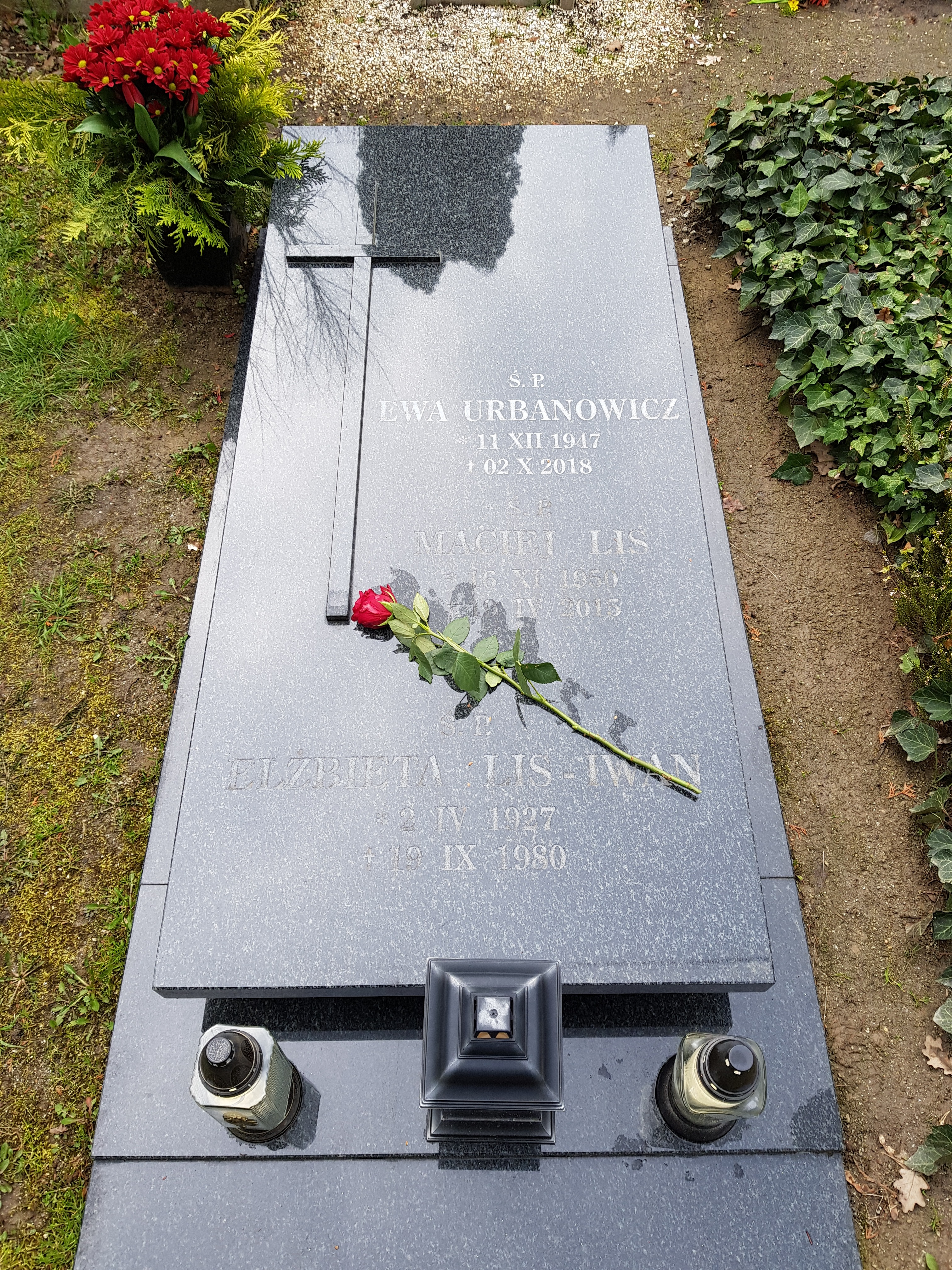
Grób doktora Macieja Lisa na Cmentarzu Grabiszyńskim we Wrocławiu

24 kwietnia 2015 został pochowany na Cmentarzu Grabiszyńskim we Wrocławiu.
Dla uhonorowania jego pamięci Rzecznik Praw Obywatelskich ustanowił w 2015 r. Nagrodę RPO im. Macieja Lisa.